# Saša Gregurić
Saša Gregurić (21. travnja 1930. – 7. srpnja 2014.) bio je hrvatski kazališni glumac, lutkar, redatelj i ravnatelj Lutkarske scene Ivana Brlić-Mažuranić.